# Victoria Ground
Victoria Ground var hemmaarena för Stoke City FC från år 1878. Klubben spelade på stadion under en obruten period av 119 år innan den flyttade till Britannia Stadium 1997. Den sista matchen som spelades på stadion spelades den 4 maj 1997 mot West Bromwich Albion FC och sågs av 22 500 åskådare.
Det officiella rekordet åskådare var 51 380 vid matchen mot Arsenal FC den 29 mars 1937. Hur som helst befann sig över 56 000 på plats för att se Stokes match mot Real Madrid år 1963, en match som spelades för att fira Stokes 100-årsjubileum.